# Académie des Grands Québécois
L'Académie des Grands Québécois est une institution honorifique qui a pour objectif de souligner, chaque année, le mérite exceptionnel de Québécois qui se sont brillamment illustrés tout au long de leur carrière dans les domaines culturel, économique, médical et social.
Cette institution a été créée en 1989 par la Chambre de commerce de Québec.

## Membres
| Année | Domaine                  | Nom                                     | Description |
| ----- | ------------------------ | --------------------------------------- | --- |
| 1989  | Culturel                 | Roger Lemelin                           | écrivain et journaliste |
|       | Économique               | Jean-Marie Poitras                      | sénateur et homme d'affaires |
|       | Social                   | Père Georges-Henri Lévesque             | dominicain et sociologue |
| 1990  | Culturel                 | Jean-Paul Lemieux                       | peintre |
|       | Économique               | Jacques Morisset                        | homme d'affaires |
|       | Social                   | Renaude Lapointe                        | sénatrice et journaliste |
| 1991  | Culturel                 | Richard Verreau                         | ténor |
|       | Économique               | Robert Després                          | homme d'affaires |
|       | Social                   | Dr Fernand Labrie                       | chercheur |
| 1992  | Culturel                 | Paul Hébert                             | homme de théâtre |
|       | Économique               | Robert Bégin                            | actuaire |
|       | Social                   | Claire L'Heureux-Dubé                   | juge |
| 1993  | Culturel                 | Gérard Thibault                         | producteur |
|       | Économique               | Marcel Bélanger                         | économiste |
|       | Social                   | Sœur Cécile Coulombe                    | enseignante et administratrice |
| 1994  | Culturel                 | Francesco Iacurto                       | peintre |
|       | Économique               | Wilbrod Bherer                          | avocat |
|       | Social                   | Père Raymond Bernier                    | Religieux de St-Vincent-de-Paul |
| 1995  | Culturel                 | Jean Lapointe                           | artiste |
|       | Économique               | Maurice Tanguay                         | homme d'affaires |
|       | Social                   | Larkin Kerwin                           | ingénieur |
| 1996  | Culturel                 | Edwin Bélanger                          | musicien |
|       | Économique               | Lloyd Welch                             | homme d'affaires |
|       | Social                   | Pierre Talbot                           | sociologue |
| 1997  | Culturel                 | Victor Bouchard et Renée Morisset       | pianistes |
|       | Économique               | Pierre Côté                             | homme d'affaires |
|       | Social                   | Dr Fernand Claisse                      | chercheur |
| 1998  | Culturel                 | Raoul Hunter                            | sculpteur et caricaturiste |
|       | Économique               | Yvan Caron                              | administrateur |
|       | Social                   | Dr Jean Couture                         | chirurgien |
| 1999  | Culturel                 | Antoine Dumas                           | artiste peintre |
|       | Économique               | Pierre Tremblay                         | conseiller en communication |
|       | Social                   | Dr Louis Dionne                         | chirurgien-oncologue |
|       | Social                   | Claudette Gagnon Dionne                 | administratrice |
| 2000  | Culturel                 | Marie Laberge                           | écrivaine |
|       | Économique               | Richard Drouin                          | avocat |
|       | Social                   | Claude Castonguay                       | C.C., O.Q. |
| 2001  | Social                   | Roland Arpin                            | administrateur public |
|       | Économique               | Jules Dallaire                          | homme d'affaires |
|       | Social                   | André Mignault                          | |
| 2002  | Culturel                 | Robert Lepage                           | comédien, auteur et metteur en scène |
|       | Économique               | Jean-Guy Paquet                         | homme d’affaires |
|       | Social                   | Maurice Couture                         | archevêque de Québec et primat du Canada |
| 2003  | Culturel                 | Richard Garneau                         | journaliste et écrivain |
|       | Économique               | Placide Poulin                          | président du Conseil et fondateur de la compagnie MAAX |
|       | Social                   | Jean Pelletier                          | |
| 2004  | Culturel                 | Jean-Paul Cloutier                      | administrateur et gestionnaire |
|       | Économique               | Marcel Jobin                            | administrateur de sociétés |
|       | Social                   | Pierre F. Côté                          | ex-directeur général des élections |
| 2005  | Culturel                 | Diane Lapierre                          | Directrice générale et artistique de La Troupe V'Là l'Bon Vent |
|       | Économique               | Raymond Garneau                         | O.C., M.Sc.C., L.Sc.É., président du conseil, l’Industrielle Alliance, compagnie d'Assurance sur la Vie |
|       | Social                   | L'honorable Gilles Lamontagne           | C.P., C.D., O.C., C.Q. |
| 2007  | Culturel                 | Bernard Labadie                         | directeur musical Les Violons du Roy et La Chapelle de Québec |
|       | Économique               | Jean-Robert Leclerc                     | président du conseil d'administration, Le Groupe Biscuits Leclerc inc. |
|       | Social                   | Père Jean-Marc Boulé                    | directeur général du Séminaire Saint-François |
|       | Santé                    | Dr Jean Labbé                           | pédiatre et consultant pédiatrique en protection de l'enfance |
| 2008  | Culturel                 | Madeleine Lacerte                       | directrice, galerie d'art |
|       | Économique               | Jacques Tanguay                         | homme d'affaires |
|       | Social                   | Jean-Paul L'Allier                      | LL.L., LL.D. (hon.), Officier de l’Ordre national du Québec Commandeur de la Légion d’honneur (France), Commandeur de l’Ordre de Léopold (Belgique) |
|       | Santé                    | Dr Luc Deschênes                        | chirurgien-oncologue |
| 2009  | Culturel                 | Claire Martin                           | O.C., O.Q., écrivain et romancière |
|       | Économique               | Ross Gaudreault                         | président-directeur général, Administration portuaire de Québec |
|       | Social                   | Louise Brissette                        | mère de famille qui a adopté 36 enfants handicapés, fondatrice de l'organisme a but non lucratif Les Enfants d'Amour |
|       | Santé                    | Dr Pierre Ferron                        | M.D., F.R.C.S. (C) CQ, Oto-rhino-laryngologiste, professeur agrégé de clinique, Fondateur du Programme québécois pour l’implant cochléaire |
| 2010  | Culturel                 | John R. Porter                          | CQ, Ph.D., MSRC, président de la Fondation du Musée national des beaux-arts du Québec, commissaire pour son projet d’agrandissement et directeur honoraire du MNBAQ |
|       | Économique               | Me Marcel Aubut                         | O.C., O.Q., c.r., Ad. E., associé principal de l'étude d'avocats Heenan Blaikie Aubut et président du Comité olympique canadien |
|       | Social                   | Sœur Louise Bellavance                  | C.M., C.Q., m.s.s., S.C.Q, O.C., fondatrice et directrice générale, Centre Signes d'espoir (Handi A) |
|       | Santé                    | Dr François A. Auger                    | C.Q., MACSS, directeur, LOEX, directeur, Centre de recherche-FRSQ du Centre hospitalier affilié universitaire de Québec (CHA), professeur titulaire, Département de chirurgie de la Faculté de médecine de l'Université Laval |
| 2011  | Culturel                 | Raymond Brousseau                       | collectionneur d’art et fondateur de la Galerie d’art Inuit Brousseau et Brousseau |
|       | Économique               | Alban D'Amours                          | GOQ, FADMA, ex-président et chef de la direction du Mouvement des Caisses Desjardins Administrateur de sociétés |
|       | Social                   | Robert Bédard                           | conseiller bénévole en dons planifiés – Centraide Québec et Chaudière-Appalaches |
|       | Santé                    | Dr Michel G. Bergeron                   | C.M., O.Q., M.D., FRCPC, FCAHS, FIDSA, directeur et fondateur du Centre de recherche en infectiologie de l’Université Laval |
| 2012  | Culturel                 | Renée Hudon                             | animatrice et formatrice, directrice de Renée Hudon Parole Publique, chargée de cours à l’Université Laval |
|       | Économique               | Claude Lessard                          | président du Conseil et chef de la direction, Vision 7 International, Cossette EDC |
|       | Social                   | L'Honorable Paule Gauthier              | C.P., O.C., O.Q., C.R., avocate associée, Stein Monast s.e.n.c.r.l., membre du Conseil privé, Officier de l’Ordre du Canada, Officier de l’Ordre national du Québec, commandeur de l’Ordre royal de l’Étoile polaire, consule générale du Royaume de la Suède (HON) |
|       | Santé                    | Dr Louis Bernard                        | pédiatre et spécialiste en santé communautaire, professeur émérite de l’Université Laval |
| 2013  | Culturel                 | Louise Forand-Samson                    | Directrice artistique, Club musical de Québec, chevalière des Arts et des Lettres du gouvernement français et officière de l’Ordre national du Québec |
|       | Économique               | Peter Simons                            | Président de La Maison Simons inc. et chevalier de l’Ordre national du Québec |
|       | Social                   | Jacques Desmeules                       | Président du conseil de La Survivance, compagnie mutuelle d’assurance vie et administrateur de sociétés |
|       | Santé                    | L'Abbé Jean Lafrance                    | Président fondateur des Œuvres Jean Lafrance |
|       | Mention spéciale du jury | Gilles Kègle                            | Infirmier de la rue, chevalier de l’Ordre national du Québec, membre de l’Ordre du Canada, doctorat honoris causa de l’Université Laval |
| 2014  | Culturel                 | Michel Côté                             | Directeur général aux Musées de la Civilisation |
|       | Économique               | Louis-Marie Beaulieu                    | FCPA, FCA, C. Dir., président du conseil et chef de la direction du Groupe Desgagnés inc. |
|       | Social                   | Dr Jean-Pierre Després                  | Ph. D., FAHA, FIAS, professeur, Département de kinésiologie, Faculté de médecine, Université Laval et directeur de la recherche en cardiologie, IUCPQ |
|       | Santé                    | Michel Gervais                          | Officier de l’Ordre national du Mérite, officier de l’Ordre du Canada et officier de l’Ordre national du Québec |
| 2015  | Culturel                 | Denis Vaugeois                          | Historien |
|       | Économique               | Marcel Dutil                            | Président du conseil d’administration du Groupe Canam |
|       | Social                   | Alain P. Rousseau                       | C.M., MD, FRCS(C), professeur émérite, Faculté de médecine de l’Université Laval et fondateur de la Fondation des maladies de l’œil |
|       | Santé                    | Jean Marchand                           | B.A.A., M.Sc.C, président du conseil d’administration et cofondateur d'Universitas |
| 2016  | Culturel                 | Pierre Lassonde                         | ING. O.Q., président du conseil d’administration du Musée national des beaux-arts du Québec |
|       | Économique               | Michel Dallaire                         | Président et chef de la direction des Fonds de Placement Immobilier Cominar |
|       | Social                   | Gertrude Bourdon                        | Présidente-directrice générale du CHU de Québec – Université Laval |
|       | Santé                    | Lise Tanguay                            | Supérieure générale de la Fédération des monastères des Augustines de la Miséricorde de Jésus |
| 2017  | Culturel                 | Grégoire Legendre                       | Directeur général et artistique - Opéra de Québec - Festival d'opéra de Québec |
|       | Économique               | Louis Garneau                           | Président - Designer - Louis Garneau Sports inc. |
|       | Social                   | Evan Price                              | Président-directeur général - CO2 Solutions |
|       | Santé                    | Dr Denis Richard                        | Directeur du Centre de recherche - Institut universitaire de cardiologie et de pneumologie de Québec - Université Laval |
| 2018  | Culturel                 | Daniel Gélinas                          | Président - Productions Daniel Gélinas inc. |
|       | Économique               | Yvon Charest                            | Président et Chef de la direction - IA Groupe financier |
|       | Social                   | Margaret Fortier Delisle                | Administratrice de sociétés |
|       | Santé                    | Joanne Liu                              | Présidente internationale - Médecins sans frontières |
| 2019  | Culturel                 | Roland Lepage                           | Homme de théâtre |
|       | Économique               | Christiane Germain et Jean-Yves Germain | Coprésidents - Groupe Germain Hôtels |
|       | Social                   | Michel Verreault                        | Président du conseil d'administration - Fondation CERVO |
|       | Santé                    | Dre Louise Provencher                   | Chirurgienne-oncologue - Centre des maladies de sein du CHU de Québec - Université Laval |
| 2020  | Culturel                 | Marc Gourdeau                           | Directeur général et artistique - Théâtre Premier Acte |
|       | Économique               | Germain Lamonde                         | Fondateur et Président du conseil - EXFO |
|       | Social                   | Louis Fortier                           | Professeur et titulaire de chaire de recherche – Université Laval |
|       | Santé                    | Michel Maziade                          | Professeur titulaire de psychiatrie à la Faculté de médecine - Université Laval |
| 2022  | Culturel                 | Jacques Plante                          | Architecte - Professeur titulaire - Université Laval |
|       | Économique               | Gordon Bain                             | Fondateur et Président du conseil - Groupe Océan |
|       | Social                   | Rose Dufour                             | Anthropologue - Fondatrice de La Maison de Marthe |
|       | Santé                    | France Légaré                           | Médecin, Professeure et Chercheure - Chaire de recherche du Canada sur la décision partagée et l’application des connaissances - Université Laval |
| 2023  | Culturel                 | Yves Jacques                            | Comédien |
|       | Économique               | Jean St-Gelais                          | Président du conseil d’administration - Beneva et de la Caisse de dépôt et placement du Québec (CDPQ) |
|       | Social                   | Christine Houde                         | Cardiologue pédiatre - CHU - CME |
|       | Sciences                 | Jacques Simard                          | Chercheur - Centre de recherche du CHU de Québec - Université Laval. Vice-Doyen à la recherche et à l'innovation à la Faculté de médecine - Université Laval |
| 2024  | Culturel                 | Lynda Beaulieu                          | Présidente du Diamant, agente de Robert Lepage |
|       | Économique               | Bernard Labelle                         | Administrateur de société, ex-vice-président exécutif et chef de la direction des ressources humaines de CGI |
|       | Social                   | Luc Richer                              | Entrepreneur social, fondateur de Motivaction Jeunesse, directeur général de Générations Actives |
|       | Sciences                 | Lucie Germain                           | Professeure titulaire du Département de chirurgie de la Faculté de Médecine de l’Université Laval, directrice du Centre de recherche en organogénèse expérimentale de l’Université Laval/LOEX, titulaire de la Chaire de Recherche du Canada de niveau 1 en cellules souches et génie tissulaire, chercheur au Centre de recherche du CHU de Québec - Université Laval |
| 2025  | Culturel                 | Ricardo Trogi                           | Scénariste et réalisateur |
|       | Économique               | Mario Girard                            | Ancien président-directeur général du port de Québec et délégué général du Québec à Tokyo |
|       | Social                   | Sophie D'Amours                         | Rectrice de l’Université Laval |
|       | Sciences                 | Charles M. Morin                        | Professeur titulaire, École de psychologie, Université Laval; titulaire, Chaire de recherche du Canada en médecine comportementale du sommeil; président, Commission de la recherche de l’Université Laval; directeur, Centre d’études des troubles du sommeil. |
|       | Prix Coup de cœur        | Michel Laplante                         | Ancien président des Capitales de Québec |

### Académie des grands Québécois du 20e siècle
- Alphonse et Dorimène Desjardins
- Félix Leclerc
- Jean Lesage
- Laurent Beaudoin
- Père Georges-Henri Lévesque